# USS Parche (SS-384)
USS Parche (SS-384/AGSS-384) là một tàu ngầm lớp Balao và là con tàu đầu tiên của Hải quân Hoa Kỳ được đặt tên theo loài cá bướm Bốn mắt của chi Cá bướm. 
Parche đã thực hiện tổng cộng sáu chuyến tuần tra tại Mặt trận Thái Bình Dương trong Chiến tranh Thế giới thứ hai, và được ghi nhận bắn chìm tám tàu chiến các loại của đối phương, với tổng mức tải trọng đạt hơn 31.000 tấn. Con tàu nổi tiếng với chiến tích tấn công một hạm đội vận tải Nhật Bản ở vùng biển Formosa vào trước bình mình ngày 31 tháng 7 năm 1944 khi đang nổi trên mặt nước; thuyền trưởng của tàu, Trung tá Lawson P. Ramage, đã cho Parche chạy lạng lách vào giữa đội hình đối phương và tấn công quấy rối liên tục bằng ngư lôi. Trong gần 50 phút kịch chiến, Parche đã bắn chìm hai tàu vận tải Nhật Bản và làm hư hại ba tàu khác. Nhờ thành tích trên, Trung tá Ramage được trao tăng Huân chương Danh dự, và Parche được trao thưởng Danh hiệu Đơn vị Tuyên dương Tổng thống.
Sau chiến tranh, Parche được chọn làm tàu mục tiêu của Chiến dịch Crossroad ở Đảo san hô vòng Bikini. Sau khi sống sót qua hai vụ thử nghiệm hạt nhân, Parche được đưa về California, nơi nó được cho ngừng hoạt động và được sử dụng làm tàu ngầm huấn luyện cho đến năm 1969. Parche được bán tháo dỡ vào năm 1970, nhiều bộ phận của tàu đã được giữ lại và hiện đang được trưng bày ở Trân Châu Cảng, Hawaii.

## Thiết kế và chế tạo
Lớp Balao nói chung và Parche nói riêng được áp dụng cấu trúc khoang kép. Để có thể đạt được mức lặn sâu thử nghiệm là 120 mét, thân của lớp tàu ngầm này được đóng hoàn toàn bằng thép cường độ cao (HTS) có độ dày và độ đàn hồi cao hơn hẳn so với loại thép được dùng làm vỏ tàu của các tàu ngầm lớp Gato, để làm vỏ tàu của các tàu ngầm lớp Balao.
Hình dáng bên ngoài của lớp Balao cũng được thay đổi đáng kể. Hệ thống đảo thượng tầng và cột kính tiềm vọng đã được tối giản để giảm khả năng tàu bị phát hiện khi nổi trên mặt nước. Toàn bộ mái che đã được tháo bỏ khỏi đảo thượng tầng của các tàu ngầm lớp Balao để giảm độ nặng của tàu, và có thể lắp đặt thêm các khẩu pháo phòng không và mở rộng hệ thống radar và ăng ten phụ.
Parche có chiều dài tổng thể là 95 mét, và có mức choán nước là 1.526 tấn Anh (1.550 tấn) khi nổi và 2.391 tấn Anh (2.429 tấn) khi lặn. Con tàu sử dụng bốn động cơ diesel chín xi lanh có piston đối đỉnh Fairbanks-Morse 38D8-1⁄8, kết hợp với bốn động cơ điện Ellitott, và hai ắc quy Sargo 126 cell. Hệ thống kết hợp này có ưu điểm lớn là các động cơ có thể tự hoạt động một cách độc lập với nhau trong bất kỳ tình huống nào, bao gồm trường hợp dùng chúng làm động cơ dẫn động máy phát điện và động cơ dẫn động trục chân vịt. Động cơ đầy của tàu có thể tạo ra mức công suất tối đa là 5.400 shp khi nổi, 2.740 shp khi lặn, đồng thời giúp con tàu đạt được tốc độ di chuyển tối đa là 20,25 knot khi nổi và 8,75 knot khi lặn. Parche có tầm hoạt động là 11.000 hải lý khi nổi ở vận tốc 10 knot/giờ và có thể tác chiến tuần tra liên tục trong vòng 75 ngày.
Parche được lắp đặt 10 ống phóng ngư lôi 21-inch (sáu ống ở mũi tàu và bốn ống ở đuôi tàu) và mang tổng cộng 24 quả ngư lôi Mark 14 (được thay thế bằng ngư lôi điện Mark 18). Con tàu được lắp đặt hệ thống điện tử TDC (Torpedo Data Computer), có thể xử lý dữ liệu thu được từ kính tiềm vọng hoặc sonar của tàu và cho ra những thông số chính xác về khoảng cách tới các mục tiêu, góc bắn và tốc độ di chuyển của tàu đối phương. Ban đầu, Parche được trang bị một khẩu hải pháo 4-inch (102 mm)/50 caliber, hai pháo Oerlikon 20 mm ở phía trước và sau của đài chỉ huy, và hai khẩu súng máy hạng nặng M3 Browning không cố định (khi cần sẽ mang lên boong tàu sử dụng). Đến cuối cuộc chiến, con tàu được lắp đặt pháo 5-inch/25 caliber hiện đại hơn, và pháo Oerlikon dần được thay thế bởi pháo phòng không Bofors 40 mm. Cảm biến điện tử của tàu bao gồm hệ thống Sonar QC, radar dò tìm mặt biển SJ, radar cảnh giới bầu trời SD (sau được thay thế bởi radar SV), và kính tiềm vọng của tàu được tích hợp radar đo khoảng cách ST.
Parche được đặt lườn tại Xưởng Hải quân Portsmouth ở Kittery, Maine, vào ngày 9 tháng 4 năm 1943. Con tàu được hạ thủy vào ngày 24 tháng 7 năm 1943 và được đỡ đầu bởi Betty Russell, con gái của Thẩm phán Tòa án Quận phía Bắc Georgia và cựu luật sư của Hải quân Hoa Kỳ Robert Lee Russell. Parche nhập biên chế vào ngày 20 tháng 11 năm 1943 và Trung tá Lawson P. "Red" Ramage, cựu thuyền trưởng của tàu ngầm Trout, được bổ nhiệm làm thuyền trưởng của tàu.

## Lịch sử hoạt động

### Chiến tranh Thế giới thứ hai
Sau khi hoàn thành quá trình thử máy và huấn luyện ở nhiều địa điểm khác nhau ở Bờ Đông Hoa Kỳ, Parche khởi hành về Kênh đào Panama vào ngày 11 tháng 2 năm 1944 để chuẩn bị tiến về Trân Châu Cảng. Con tàu cập bến Trân Châu Cảng vào ngày 5 tháng 3 năm 1944 và được biên chế vào Hải đội 202, Hải đoàn Tàu ngầm 22 của Hạm đội Thái Bình Dương Hoa Kỳ.

#### Chuyến tuần tra đầu tiên, Tháng 3 - Tháng 5 năm 1944
Ngày 29 tháng 3, Parche rời Trân Châu Cảng và bắt đầu chuyến tuần tra đầu tiên. Cùng với hai tàu ngầm khác là Tinosa và Bang, chúng hợp thành một nhóm tác chiến Bầy sói. Sau khi hoàn thành việc tiếp liệu ở Midway, nhóm Bầy sói này tiếp tục tiến vào khu vực tuần tra ở vùng biển nằm nữa Luzon và phía nam Formosa như kế hoạch đề ra.
Gần đêm ngày 29 tháng 4, Bang phát hiện một đoàn vận tải Nhật Bản (TAMA-17) cách khu vực tuần tra của nhóm Bầy sói khoảng 50 dặm và đang di chuyển thẳng về chỗ tàu ngầm Mỹ. Ba con tàu bắt đầu tấn công, Bang bắn chìm tàu vận tải Takegawa Maru (1.930 tấn) và Nittatsu Maru (2.859 tấn); trong khi đó, Parche cũng báo cáo bắn chìm một tàu vận tải vào khoảng 10 giờ sáng ngày 30 tháng 4, nhưng báo cáo thu được sau chiến tranh không công nhận chiến công của Parche ngày hôm đó. Sáng ngày 3 tháng 5, Tinosa phát hiện ra đoàn vận tải TE-04, gồm bảy tàu, đang di chuyển qua khu vực phía tây của Eo biển Ba Sĩ. Parche và Bang nhanh chóng di chuyển về phía bắc để cùng Tinosa thiết lập trận địa phục kích. Đến sáng ngày tiếp theo, ngày 4 tháng 5, Tinosa đánh chìm tàu chở hàng Toyohi Maru (6.436 tấn) và Taibu Maru (6.440 tấn); Parche bắn chìm hai tàu chở hàng Taiyoku Maru (5.244 tấn) lúc 02:39 và Shoryu Maru (6.475 tấn) lúc 03:45, đều ở tọa độ 20°48' Bắc, 118°03' Đông; Bang cũng góp công và bắn chìm tàu Kinrei Maru (5.947 tấn) ở tọa độ 20°58' Bắc, 117°59' Đông. Ngày 14 tháng 5, Parche được giao làm nhiệm vụ chụp ảnh do thám các hệ thống cơ sở hạ tầng của Nhật Bản trên Đảo Ishigaki, trước khi quay trở về Midway vào ngày 23 tháng 5 năm 1944, kết thúc chuyến tuần tra đầu tiên kéo dài 56 ngày.

#### Chuyến tuần tra thứ hai, Tháng 6 - Tháng 8 năm 1944
Ngày 17 tháng 6, Parche tiến hành chuyến tuần tra thứ hai cùng với tàu ngầm Hammerhead và Steelhead ở Eo biển Luzon. Một tuần sau, Parche báo cáo bắn chìm một tàu tuần tra bằng pháo 102 mm ở tọa độ 30°14' Bắc 152°33' Đông. Rạng sáng ngày 4 tháng 7, Parche báo cáo bị tấn công bởi pháo và mìn chống ngầm của một "khu trục hạm cỡ lớn" và một tuần dương hạm hạng nặng Nhật Bản, nhưng không gặp hư hại đáng kể nào sau gần một tiếng bị truy sát. Sau cuộc tấn công thất bại vào sáng ngày 30 tháng 7, Hammerhead rút khỏi khu vực và quay trở về Fremantle, Úc để bổ sung nhiên liệu, Parche và Steelhead tiếp tục ở lại khu vực Eo biển Luzon để làm nhiệm vụ tuần tra như thường lệ.

##### Trận chiến ngày 31 tháng 7 năm 1944, Đơn vị Tuyên dương Tổng thống
Trưa ngày 30 tháng 7, Steelhead của Trung tá David L. Whelchel bắt được tín hiệu từ đoàn vận tải MI-11, đang di chuyển ở phía tây bắc Luzon, gần vùng biển của Đảo Batan, nhưng nhanh chóng bị mất dấu. Đến tối, Parche và Steelhead bắt đầu di chuyển theo các tín hiệu họ bắt được trên màn hình radar. Đúng 02:40 sáng ngày 31 tháng 7, Parche phát hiện ra đoàn vận tải MI-11, và cả hai con tàu nhanh chóng vào vị trí chiến đấu.

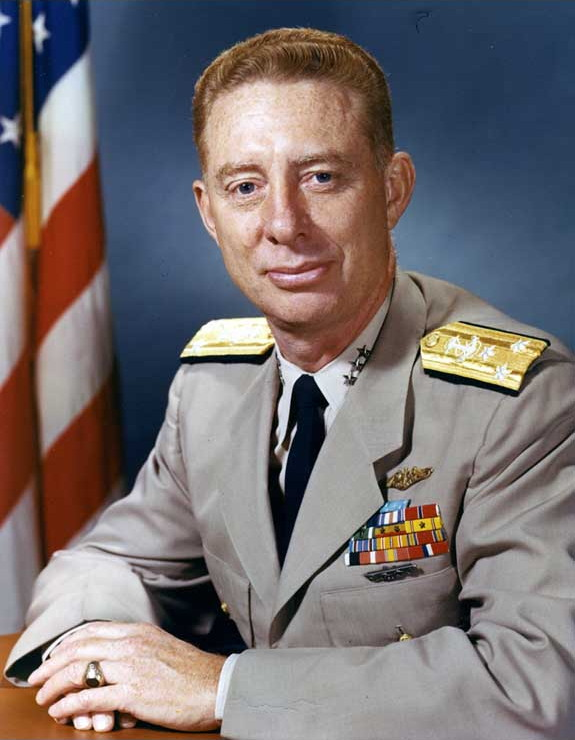
Phó Đô đốc (Trung tá) Lawson P. Ramage, thuyền trưởng của Parche trong ba chuyến tuần tra đầu tiên.

45 phút tiếp theo được nhà sử học Clay Blair coi là một trong những khoảng thời gian "điên rồ" và "khó tin" nhất trong lịch sử chiến tranh tàu ngầm. Trung tá Ramage ra lệnh cho toàn bộ thủy thủ đoàn rời đài chỉ huy, chỉ có một mình ông ở trên đài để trực tiếp quan sát và điều hướng đi cho tàu an toàn hơn, và Thiếu tá Woodrow W. McCrory, thuyền phó của Parche, ở dưới đài để trực tiếp điều phối mệnh lệnh từ thuyền trưởng tới thủy thủ đoàn. Lúc 03:59, Parche phóng hai quả ngư lôi đầu tiên về phía một tàu chở dầu Nhật, nhưng đều trượt. Trong hơn mười phút tiếp theo, Ramage cho tàu cơ động khéo léo và phóng thêm tám quả ngư lôi, bắn chìm tàu chở dầu Koei Maru (10.238 tấn) ở tọa độ 19°00' Bắc, 122°55' Đông.
Do bị tấn công bất ngờ, đoàn vận tải Nhật Bản nhanh chóng di chuyển hỗn loạn và tản ra nhiều phía khác nhau. Ramage cho bắn chín quả ngư lôi nữa, làm hư hại tàu chở dầu Ogura Maru Số 1 (7.270 tấn) và tàu vận tải Lục quân Fuso Maru (8.195 tấn). Các tàu vận tải và tàu hộ tống Nhật Bản bắt đầu dùng súng máy bắn trả vào Parche. Một tàu vận tải trong số đó đã cố gắng đâm vào chiếc Parche để đánh chìm con tàu ngầm, nhưng Parche đã né tránh kịp thời và di chuyển qua nhau với khoảng cách chưa đến 15 mét, gần đến mức "Ramage và McCrory có thể làm được những cử chỉ và buông ra những lời lăng mạ đầy phẫn nộ tới các thủy thủ Nhật Bản, những người cũng đang phẫn nộ không kém." Lúc 04:29 - 04:31, Parche bắn thêm bốn quả ngư lôi và đánh chìm tàu chở hàng Lục quân Manko Maru (4.471 tấn) ở tọa độ 19°08' Bắc, 120°51' Đông.
Khi Parche đang thoát khỏi đoàn vận tải đầy hỗn loạn, Steelhead tiếp tục tấn công. Lúc 04:49, Steelhead bắn bốn quả ngư lôi ở đuôi tàu và đánh chìm tàu chở hàng Dakar Maru (7.169 tấn) và kết liễu chiếc Fuso Maru, vốn đã bị hư hại trong cuộc tấn công của Parche. Ngoài ra, Steelhead và Parche phối hợp với nhau và cùng bắn chìm tàu chở quân Yoshino Maru (8.990 tấn) ở tọa độ 19°05' Bắc, 120°50' Đông.
Ngày 1 tháng 8, Parche và Steelhead đựoc lệnh quay trở về Trân Châu Cảng. Parche dừng chân tại Saipan vào ngày 5 tháng 8 để bổ sung lương thực và nhiên liệu. Con tàu tiếp tục lên đường và cập bến Trân Châu Cảng vào ngày 16 tháng 8, kết thúc chuyến tuần tra kéo dài 59 ngày của Parche.
Nhờ thành tích đạt được trong chuyến tuần tra thứ hai, thủy thủ đoàn của Parche được trao thưởng danh hiệu Đơn vị Tuyên dương Tổng thống, và Trung tá Lawson P. Ramage được đề xuất trao tặng Huân chương Danh dự. Đề xuất này nhanh chóng được chấp thuận và Ramage được Tổng thống Franklin D. Roosevelt trao tấm huân chương này tại Nhà Trắng vào ngày 10 tháng 1 năm 1945. Tính đến thời điểm đó, Ramage là quân nhân thứ ba của lực lượng tàu ngầm và là quân nhân đầu tiên của lực lượng này còn sống để được trao tặng Huân chương Danh dự.

#### Chuyến tuần tra thứ ba, Tháng 9 - Tháng 12 năm 1944
Ngày 10 tháng 9, Parche bắt đầu chuyến tuần tra thứ ba tại Eo biển Luzon. Đến ngày 22 tháng 9, con tàu được lệnh di chuyển về khu vực tuần tra mới là Eo biển San Bernardino. Sau hơn một tháng không thu được nhiều kết quả, Parche quay trở về Saipan để thực hiện bảo trì định kỳ. Con tàu tiếp tục chuyến tuần ta cùng với tàu ngầm Sailfish  và Pomfret ở vùng biển Philippines. Tuy nhiên, chuyến tuần tra này được coi là không thành công, và Parche quay trở về Midway vào ngày 2 tháng 12 năm 1944, kết thúc chuyến tuần tra kéo dài 77 ngày, một trong những chuyến tuần tra dài nhất từng được thực hiện bởi tàu ngầm Hoa Kỳ trong Chiến tranh Thế giới thứ hai.
Ngày 11 tháng 12 năm 1944, Thiếu tá Woodrow W. McCrory tiếp quản vị trí thuyền trưởng của Parche, thay thế cho Trung tá Lawson P. Ramage, người lúc này đang chuẩn bị được bổ nhiệm là Chỉ huy trưởng Hải đoàn Tàu ngầm số 2.

#### Chuyến tuần tra thứ tư, Tháng 12 năm 1944 - Tháng 2 năm 1945
Ngày 30 tháng 12, Parche tiến hành chuyến tuần tra thứ tư ở Quần đảo Ryukyu. Vào chiều ngày 19 tháng 1 năm 1945, chiếc tàu ngầm phát hiện một tàu chở dầu và một tàu vận tải đang neo đậu ở Cảng Naze của đảo Amami Ōshima. Sau khi vào vị trí và tính toán đầy đủ số liệu, Parche bắn sáu quả ngư lôi ở mũi tàu về phía con tàu chở dầu, ghi nhận nghe thấy một tiếng nổ lớn. Con tàu tiếp tục bắn thêm bốn quả ngư lôi nữa về phía tàu vận tải, và báo cáo nghe thấy được một tiếng nổ lớn, trước khi rút khỏi khu vực để tránh bị máy bay đối phương truy sát. Parche không hay biết rằng hai mục tiêu nó tấn công ngày hôm đó, tàu chở dầu Kyokuyo Maru và tàu vận tải Tango Maru, đều đã bị mắc cạn và bỏ hoang tại đó sau một cơn bão vào ngày 20 tháng 9 năm 1943. Và hai quả ngư lôi được ghi nhận bắn trúng đều không gây ra được những thiệt hại đáng kể cho những con tàu này.
Ngày 7 tháng 2, Parche bắn chìm tàu chở hàng Okinoyama Maru (984 tấn) ở tọa độ 29°09' Bắc, 129°45' Đông, gần khu vực Amami Ōshima của Quần đảo Ryuku. Con tàu sau đó quay trở về Midway vào ngày 16 tháng 2 và cập bến Trân Châu Cảng vào ngày 20, kết thúc chuyến tuần tra thư tư kéo dài 53 ngày.

#### Chuyến tuần tra thứ năm, Tháng 3 - Tháng 4 năm 1945

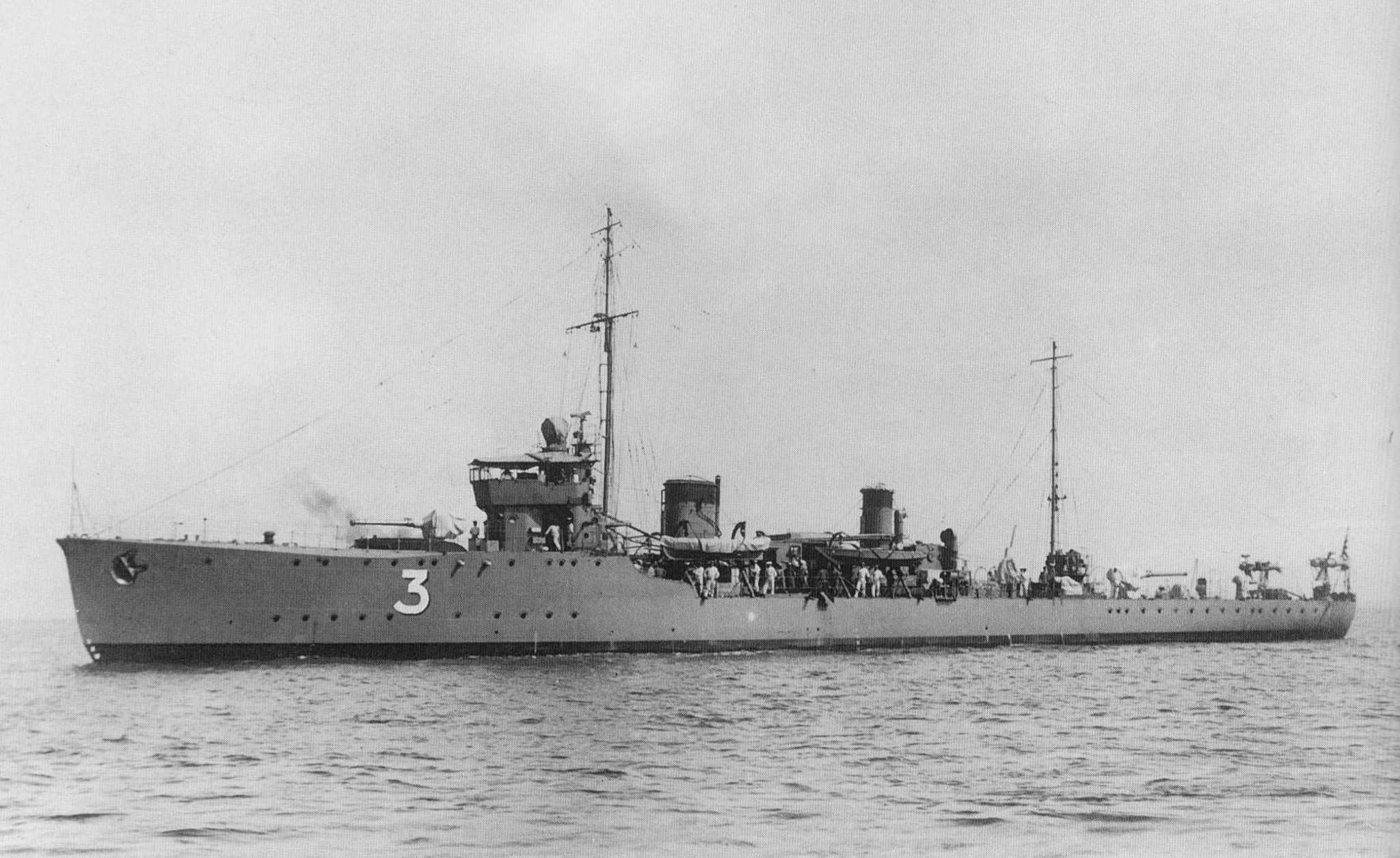
Tàu quét mìn W-3 vào năm 1923.

Ngày 19 tháng 3, Parche tiến vào vùng biển Nhật Bản trong chuyến tuần tra thứ năm của tàu. Tính đến thời điểm này, việc tấn công các đoàn vận tải Nhật đang trở nên khó khăn hơn sau khi Nhật Bản tăng cường các đợt tuần tra bằng máy bay và tàu hộ tống được trang bị radar. Tuy vậy, vào ngày 9 tháng 4, Parche đã phục kích và bắn chìm tàu quét mìn W-3 ở ngoài khơi Ōfunato, tại tọa độ 39°07' Bắc, 141°57' Đông. Hai ngày sau, Parche đánh chìm tàu quét mìn phụ trợ Togo Maru (302 tấn) ở ngoài khơi Todogasaki, Honshu, tại tọa độ 38°53' Bắc, 142°05' Đông. Đến ngày 13, khi đang tuần tra ở ngoài khơi Todogasaki, Parche báo cáo chạm trán với tàu quét mìn phụ trợ Misago Maru Số 1 và tàu hộ tống Kosho Maru Số 2, và đã bắn chìm cả hai con tàu này bằng pháo 127 mm và 40 mm ở tọa độ 38°36' Bắc, 141°41' Đông và 38°27' Bắc, 142°13' Đông. Hai máy bay tuần tra Nhật xuất hiện và tấn công Parche, buộc con tàu phải lặn xuống khẩn cấp với phần lớn cơ số đạn vẫn còn để trên boong tàu. Vài quả bom chống ngầm được thả vào chỗ Parche, khiến con tàu rung lắc dữ dội, nhưng không gây ra thiệt hại nào đáng kể cho Parche và con tàu tiếp tục chuyến tuần tra như thường lệ. Vào ngày 22 tháng 4, nó phát hiện ra ba con tàu chở dầu cỡ nhỏ và báo cáo bắn chìm một chiếc bằng ba quả ngư lôi. Parche quay trở về Midway vào ngày 30 tháng 4 năm 1945, kết thúc chuyến tuần tra thứ năm kéo dài 42 ngày.

#### Chuyến tuần tra thứ sáu, Tháng 5 - Tháng 7 năm 1945
Parche bắt đầu chuyến tuần tra thứ sáu vào ngày 25 tháng 5 năm 1945, và tiến về vùng biển phía nam của Honshū. Tại đây, con tàu được giao làm nhiệm vụ cảnh giới và tham gia cứu hộ, cứu nạn các phi công Đồng Minh bị bắn rơi trong các đợt không kích vào Nhật Bản đến ngày 18 tháng 6. Tuy vậy, Parche không phát hiện ra bất kỳ phi công Đồng Minh nào bị bắn hạ trong khu vực, và đến ngày 18 tháng 6, con tàu khởi hành về Eo biển Tsugaru.
Ngày 21 tháng 6, Parche bắt gặp một tàu pháo đang tuần tra ở khu vực Mũi Shiriya. Parche lặng lẽ bám theo con tàu pháo này cho tới khi nó phát hiện thêm một con tàu vận tải nữa. Parche sau đó bắn bốn quả ngư lôi về phía con tàu vận tải, một quả bắn trúng mục tiêu và tạo lên một cột khói lớn. Parche lặn xuống nhanh chóng để tránh bị săn lùng, trong khi chiếc Hizen Maru (946 tấn) chìm dần xuống đáy biển ở tọa độ 41°19' Bắc, 141°28'E Đông. Vào buổi chiều cùng ngày, Parche phát hiện ra một đoàn thuyền buồm đang di chuyển qua Mũi Chikiu và tấn công bằng pháo 127 mm, đánh chìm hai thuyền buồm. Nó cũng bắn chìm thêm vài tàu đánh cá Nhật Bản nữa vào ngày 23 tháng 6. Ngày 26 tháng 6, Parche phát hiện một đoàn vận tải lớn, gồm ba tàu chở hàng và sáu tàu hộ tống cỡ nhỏ đang di chuyển dọc vùng duyên hải của Yamada, Iwate. Chiếc tàu ngầm sau đó tấn công và bắn chìm tàu vận tải Kamitsu Maru (2.723 tấn) và làm hư hại nhẹ tàu vận tải Eikan Maru (6.903 tấn) ở tọa độ 39°25' Bắc, 142°04' Đông. Các tàu hộ tống nhanh chóng phát hiện ra Parche và áp sát để thả bom chìm nhằm kết liễu chiếc tàu ngầm. Sau 16 đợt rải bom chìm kéo dài gần bốn tiếng rưỡi, Parche nổi lên và rút khỏi khu vực an toàn.
Parche một lần nữa được giao nhiệm vụ cảnh giới cho các đợt không kích của Lực lượng Đặc nhiệm 38, và vào ngày 17 tháng 7, nó tiếp nhận ba phi công được giải cứu bởi tàu ngầm Cero và chở họ về Midway. Con tàu sau đó quay trở về Trân Châu Cảng vào ngày 28 tháng 7 năm 1945, kết thúc chuyến tuần tra thứ sáu, và cũng là chuyến tuần tra cuối cùng, kéo dài 59 ngày.

### Hậu chiến
Sau khi chiến tranh kết thúc, Parche được chọn tham gia Chiến dịch Crossroad, với vai trò là tàu mục tiêu của các đợt thử nghiệm bom hạt nhân tại Đảo san hô vòng Bikini. Parche sống sót qua cả hai đợt thử nghiệm Albe và Baker, và chỉ chịu một mức thiệt hại không đáng kể.
Sau khi được khử nhiễm phóng xạ, con tàu khởi hành về Xưởng Đóng tàu Mare Island ở Vallejo, California, nơi nó được cho ngừng hoạt động vào ngày 10 tháng 12 năm 1946 và được đưa về hạm đội trừ bị ở Alameda, California vào tháng 3 năm 1947. Ngày 1 tháng 12 năm 1947, Parche được xếp lớp lại thành tàu ngầm phụ trợ, với ký hiệu lườn mới là AGSS-384, và sau đó được đưa về Căn cứ Huấn luyện Tàu ngầm Trừ bị Hải quân ở Oakland, California.
Ngày 8 tháng 11 năm 1969, Parche bị xóa tên khỏi Danh sách Đăng bạ Hải quân và được bán tháo dỡ vào ngày 18 tháng 6 năm 1970. Nhiều bộ phận của Parche như đảo thượng tầng và các khẩu pháo đã được giữ lại và được trưng bày tại Căn cứ Tàu ngầm Hải quân ở Trân Châu Cảng; đài chỉ huy của Parche hiện đang được trưng bày tại Công viên & Bảo tàng Tàu ngầm USS Bowfin ở Trân Châu Cảng, Hawaii.

## Khen thưởng
Parche đã thực hiện tổng cộng sáu chuyến tuần tra ở Mặt trận Thái Bình Dương trong Chiến tranh Thế giới thứ hai, và được tặng thưởng năm Ngôi sao Chiến trận. Toàn bộ thủy thủ đoàn của tàu cũng được trao thưởng danh hiệu Đơn vị Tuyên dương Tổng thống vì thành tích đạt được trong chuyến tuần tra thứ hai. Trong chiến tranh, con tàu được ghi nhận bắn chìm 13 tàu chiến đối phương, với tổng tải trọng là 72.600 tấn. Tuy nhiên, việc đối chiếu báo cáo sau chiến tranh của Ủy ban Đánh giá Lục quân-Hải quân (JANAC) đã giảm thành tích của Batfish xuống còn tám tàu, với tổng tải trọng 31.696 tấn.

### Sách tham khảo
- Bauer, K. Jack; Roberts, Stephen S. (1991). Register of Ships of the U.S. Navy, 1775–1990: Major Combatants. Westport, Connecticut: Greenwood Press. ISBN 0-313-26202-0.
- Blair, Clay,Jr. (1975). Silent Victory: The U.S. Submarine War against Japan. Naval Institute Press. ISBN 9781557502179.{{Chú thích sách}}:  Quản lý CS1: nhiều tên: danh sách tác giả (liên kết)
- Friedman, Norman (1995). U.S. Submarines through 1945: An Illustrated Design History. Annapolis. ISBN 978-1-55750-263-6.